# Ambassade d'Ukraine en France
L'ambassade d'Ukraine en France est la représentation diplomatique de l'Ukraine en France. Elle est située 21 avenue de Saxe, dans le 7e arrondissement de Paris, la capitale du pays. Son ambassadeur est, depuis 2020, Vadym Omelchenko (uk).

## Histoire
Avant 1991, l'Ukraine formait la république socialiste soviétique d'Ukraine au sein de l'Union soviétique, laquelle la représentait auprès de la France par le biais de ce qui est devenu l'ambassade de Russie.
À la suite de son indépendance, l'Ukraine a ouvert son ambassade à Paris en 1993.

## Ambassadeurs d'Ukraine en France
| Date de nomination | Date de nomination | Date de remise des lettres de créance | Date de remise des lettres de créance | Diplomate                                         |
| ------------------ | ------------------ | ------------------------------------- | ------------------------------------- | ------------------------------------------------- |
| 1992               |                    | ?                                     |                                       | Alexander Slipchenko (uk), chargé d'affaires a.i. |
| ?                  |                    | 15 février 1993                       | [ JORF 1 ]                            | Yuri Kochubey (uk)                                |
| 19 septembre 1997  | [ Rada 1 ]         | 5 novembre 1997                       | [ JORF 2 ]                            | Anatoliy Zlenko                                   |
| 2000               |                    | ?                                     |                                       | Vitaly Yohna (uk), chargé d'affaires a.i.         |
| 3 mars 2003        | [ Rada 2 ]         | 23 mai 2003                           | [ JORF 3 ]                            | Youri Sergueïev                                   |
| 18 avril 2007      | [ Rada 3 ]         | 30 juillet 2007                       | [ JORF 4 ]                            | Kostiantyn Tymochenko (uk)                        |
| 31 mai 2010        | [ Rada 4 ]         | 2 juillet 2010                        | [ JORF 5 ]                            | Oleksandre Kouptchychyne                          |
| 13 octobre 2014    | [ Rada 5 ]         | 29 janvier 2015                       | [ JORF 6 ]                            | Oleh Chamchour                                    |
| 11 juin 2020       | [ Rada 6 ]         | 5 octobre 2020                        | [ JORF 7 ]                            | Vadym Omelchenko (uk)                             |

## Consulats

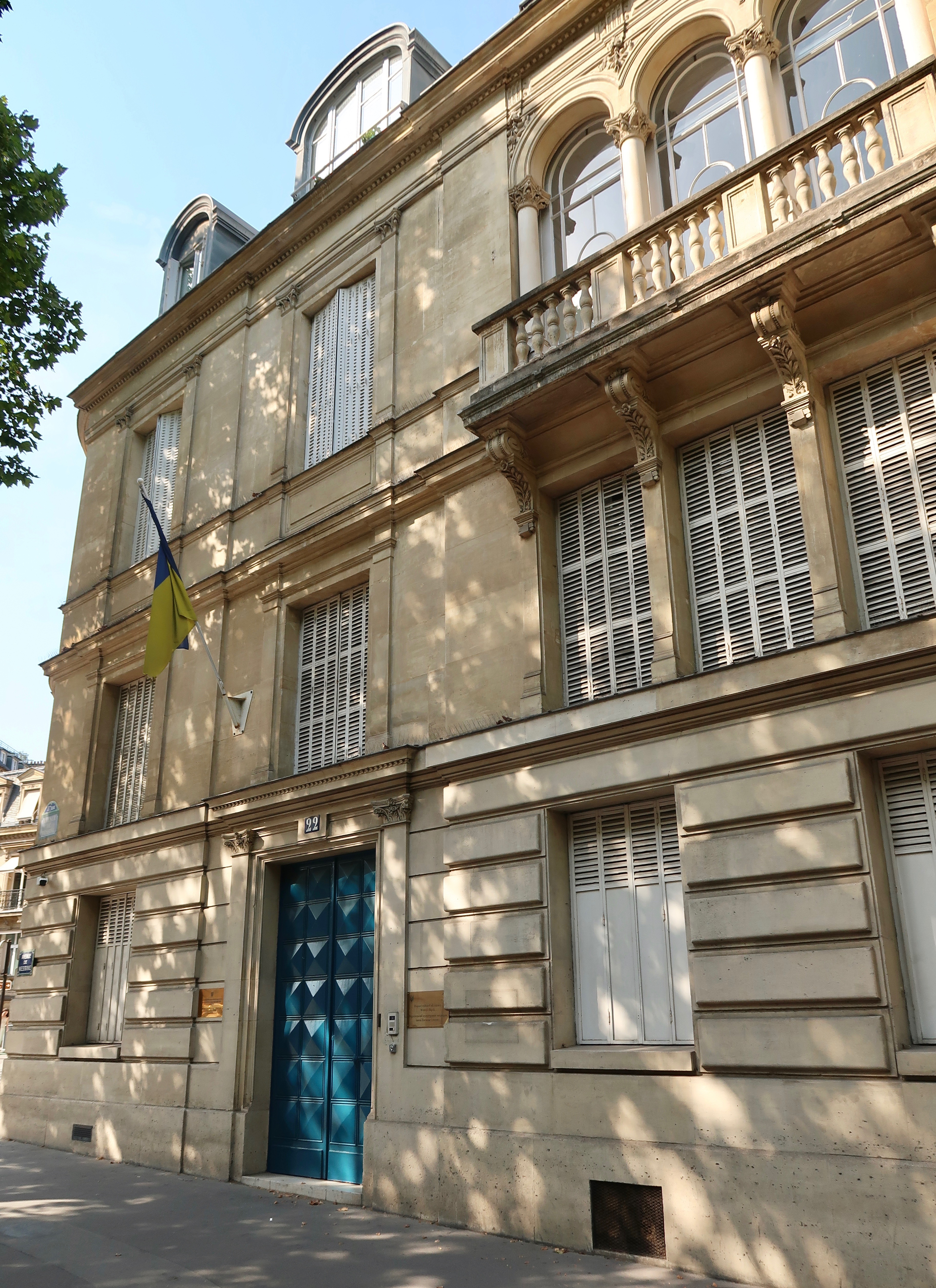
Centre culturel de l'ambassade.

Outre la section consulaire de son ambassade à Paris, l'Ukraine possède des consulats honoraires en Bretagne, en Nouvelle-Aquitaine et dans la région Hauts-de-France.
L'ambassade possède également un centre culturel au no 22 avenue de Messine, dans le 8e arrondissement de Paris.